# Les Authieux
Les Authieux is een dorp in Frankrijk.
Het deelt met de buurgemeente Saint-André-de-l'Eure een klein vliegveld.

## Kaart
De onderstaande kaart toont de ligging van Les Authieux met de belangrijkste infrastructuur en aangrenzende gemeenten.

## Demografie
Onderstaande figuur toont het verloop van het inwonertal, bron: INSEE-tellingen. 

## Websites
- (fr)  Statistische informatie op de website van INSEE

1. ↑  Populations de référence 2022.